# Leggenda della valle perduta
Con leggenda della valle perduta (in tedesco, Das Verlorene Thal; in francese, la Vallée perdue) ci si riferisce spesso alla leggenda walser che racconta di una valle "dell'oro" a ridosso del Monte Rosa, patria di origine delle popolazioni walser  (con verdi pascoli, strade fatte di formaggio, fiumi di vino, ecc.).

## Origini
Le popolazioni vallesi migrarono oltre il Massiccio del Monte Rosa nel XIII secolo, durante il periodo di optimum climatico.
Durante la piccola glaciazione i passi si ghiacciarono, e i contatti con le terre originarie si interruppero. Si creò così la leggenda di una valle perduta, incantata e ricca, e di una città famosa, ormai sommersa dal ghiacciaio per colpa dell'Ebreo Errante: la città di Felik, ancora ricordata nei toponimi del ghiacciaio di Felik e della punta Felik.
Nel luglio 1778, sette giovani gressonari, Valentin e Joseph Beck, Joseph Zumstein, Nicolas Vincent, Sebastian Linty, Étienne Lisco e François Castel, tentarono l'impresa di valicare il Monte Rosa per scoprire la valle perduta, ma per il brutto tempo dovettero tirarsi indietro. Il 15 agosto si riprovarono, e raggiunsero la sommità del ghiacciaio del Lys, oltre i 4.000 m (otto anni prima della conquista del Monte Bianco: era iniziata la storia della conquista alpinistica della montagna).
Il luogo raggiunto fu da allora chiamato Roccia della Scoperta (Entdeckungsfelsen, quota 4178 m). La notizia fu riportata anche dal Journal de Paris. Diede un chiarimento al riguardo Horace Bénédict de Saussure undici anni dopo, durante il suo voyage: "grande fu il mio stupore quando tutti i paesani mi risposero trattarsi di una favola". Solo uno dei sette, Joseph Beck, affermava ancora la veridicità della scoperta.